# Беса (архимандрит)
Беса или Виса — коптский монах, настоятель Белого монастыря в Верхнем Египте. Преемник в этом качестве святого Шенуте (ум. ок. 466). Известен прежде всего как автор жития Шенуте, но также сохранились собственные проповеди и письма Бесы. Как и Шенуте, Беса носил звание архимандрита.
Житие, посвящённое Бесе, не известно, и все сведения о нём получены из его собственных сочинений. О его происхождении ничего не известно. По мнению немецкого коптолога К. Х. Кюна, хотя имя Бесы происходит от египетского божества, из этого нельзя вывести заключение о происхождение Бесы из языческой семьи. Дата смерти Бесы так же не известна, но в одной из рукописей упоминается о его разговоре с императором Зеноном, вступившим на трон в 474 году. Помимо этого практически единственным указанием на хронологию его жизни является упоминание голода на девятом году пребывания на посту настоятеля. Однако дата, кода Беса возглавил монастырь не известна точно, поскольку не известна дата смерти Шенуте, это либо 451 либо 466 год. Согласно жизнеописанию Шенуте, Беса длительное время был монахом его монастыря, заслужив доверие своего учителя. В конце своей жизни Шенуте назначил Бесу своим преемником. О высокой репутации Бесы в монастырских кругах свидетельствует то, что его труды долгое время копировались, а его имя поминалось наряду с именем Шенуте.
Согласно современным представлениям, «Житие Шенуте» является сложным корпусом текстов, составленном разными авторами, в разное время и на разных языках. Вероятно, Беса принимал участие в составлении первых фрагментов этого собрания, однако его роль в настоящее время не считается определяющей. Фактически, он выступает как один из основных персонажей этого произведения, вторым, после самого Шенуте.

## Труды
- Letters and Sermons of Besa / Ed. by K. H. Kuhn. — Louvain, 1956a. — Vol. 21. — 158 p. — (Scriptores Coptici).
- Letters and Sermons of Besa / Ed. by K. H. Kuhn. — Louvain, 1956b. — Vol. 22. — 146 p. — (Scriptores Coptici).